# Volksabstimmung zu Stuttgart 21
Die Volksabstimmung zu Stuttgart 21 im Land Baden-Württemberg fand am 27. November 2011 statt. Gegenstand der Volksabstimmung war die Gesetzesvorlage der Landesregierung „S 21-Kündigungsgesetz“, die die Rücknahme der Landesbeteiligung an der Projektfinanzierung vorsah und die zuvor vom Landtag von Baden-Württemberg abgelehnt worden war. Eine Mehrheit von 58,9 Prozent der gültigen Stimmen (2.160.411 Nein-Stimmen) sprach sich gegen die Gesetzesvorlage und damit für den Beibehalt der Landesfinanzierung des Projektes aus und somit für die Vollendung des Bauprojektes.

## Wortlaut der Abstimmungsfrage

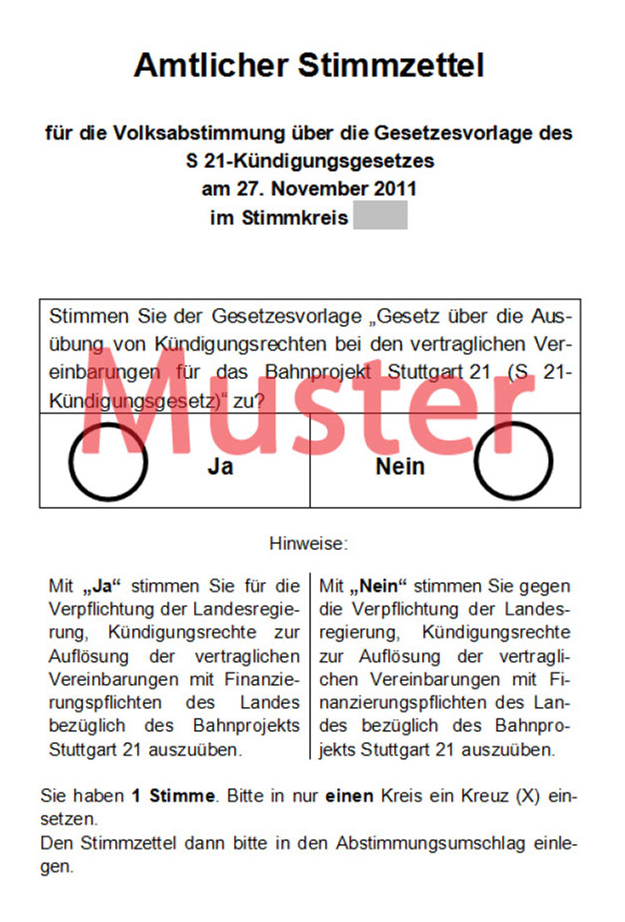
Amtlicher Stimmzettel zur Volksabstimmung

Folgende Erläuterungen wurden zur Abstimmungsfrage ergänzt:

„Mit ‚Ja‘ stimmen Sie für die Verpflichtung der Landesregierung, Kündigungsrechte zur Auflösung der vertraglichen Vereinbarungen mit Finanzierungspflichten des Landes bezüglich des Bahnprojekts Stuttgart 21 auszuüben.
Mit ‚Nein‘ stimmen Sie gegen die Verpflichtung der Landesregierung, Kündigungsrechte zur Auflösung der vertraglichen Vereinbarungen mit Finanzierungspflichten des Landes bezüglich des Bahnprojekts Stuttgart 21 auszuüben.“

### Kritik an der Formulierung der Abstimmungsfrage
Die Erläuterung bezüglich des „Ja“ bedeutet, dass das Bauprojekt gestoppt werden solle; die Erläuterung hinsichtlich des „Nein“ bedeutet, dass das Bauprojekt vollendet werden solle.
Sowohl Bürger als auch Politiker übten Kritik an der Formulierung des Abstimmungstextes. So kritisierte z. B. der Landtagsabgeordnete Wolfgang Drexler (SPD), dass er den Stimmzettel für „sehr schwierig nachvollziehbar“ halte, weil er „sehr holprig formuliert und verwirrend“ sei. Der Landtagsabgeordnete Winfried Mack (CDU) hatte zuvor die Landesregierung aufgefordert, die Abstimmungsfrage „klarer und verständlicher zu formulieren“ und ergänzte, dass die Formulierung der Frage „nicht einmal auf dem Niveau von schlechtem Bürokratendeutsch“ sei.
Hingegen verteidigte die Landeswahlleiterin Christiane Friedrich den Abstimmungstext und äußerte: „In diesem Fall tritt das Volk an die Stelle des Landtags und entscheidet über die Gesetzesvorlage, die dort gescheitert ist.“ Sie ergänzte: „Das ist keine Volksbefragung, in der die Bürger mit Ja oder Nein über den Bahnhofsbau abstimmen.“

## Politischer Hintergrund
→ Hier wird nur der Hintergrund der Volksabstimmung beschrieben. Zum Hintergrund des Projekts Stuttgart 21 und die dagegen gerichtete Kritik: Stuttgart 21
In ihrem Koalitionsvertrag vereinbarten Grüne und SPD nach der Landtagswahl von März 2011, eine Volksabstimmung über das Projekt Stuttgart 21 zu veranstalten und die Neubaustrecke Wendlingen–Ulm in jedem Fall zu realisieren.
Ende Juli 2011 wurde dazu von der Landesregierung der Entwurf eines „Gesetz[es] über die Ausübung von Kündigungsrechten bei den vertraglichen Vereinbarungen für das Bahnprojekt Stuttgart 21 (S 21-Kündigungsgesetz)“, vorgelegt, das die Landesregierung verpflichtet hätte, Kündigungsrechte bei den vertraglichen Vereinbarungen mit finanziellen Verpflichtungen des Landes Baden-Württemberg für das Bahnprojekt Stuttgart 21 auszuüben. Da sich von den im Parlament vertretenen Parteien lediglich die Grünen gegen Stuttgart 21 aussprachen, wurde das Gesetz am 28. September 2011 erwartungsgemäß im Landtag abgelehnt. Dies eröffnete nun die Möglichkeit zur Volksabstimmung, da gemäß Art. 60 Abs. 3 der Landesverfassung (LV) die Regierung eine von ihr eingebrachte, aber vom Landtag abgelehnte Gesetzesvorlage zur Volksabstimmung bringen kann, wenn ein Drittel der Mitglieder des Landtags es beantragt. Dieser Antrag wurde vereinbarungsgemäß von Abgeordneten der Grüne und SPD gestellt, sodass die Landesregierung die Volksabstimmung über das Gesetz ansetzen konnte.
Bei der Abstimmung konnten die Wähler entweder mit „Ja“ oder „Nein“ votieren. Das Kündigungsgesetz zu Stuttgart 21 wäre angenommen gewesen, wenn die Mehrheit der abstimmenden Bürger – mindestens jedoch ein Drittel aller Stimmberechtigten (das entsprach einem Quorum von rund 2,5 Millionen Stimmberechtigten) – mit „Ja“ gestimmt hätte.

## Rechtliche Zulässigkeit
Ein von der vorherigen Landesregierung beauftragtes Gutachten des ehemaligen Verfassungsrichters Paul Kirchhof und des Juristen Klaus-Peter Dolde kam im Oktober 2010 zum Schluss, ein Volksentscheid widerspreche Artikel 60 Abs. 6 der LV: Über Abgabengesetze, Besoldungsgesetze und das Staatshaushaltsgesetz findet keine Volksabstimmung statt. Nach Ansicht von Kirchhof und Dolde ist diese Bestimmung „weit auszulegen“ und betrifft alle Gesetze, die zu einer Neuordnung des Gesamthaushalts zwingen. Unter anderem Vertreter der SPD brachten dagegen vor, dass der Haushalt nicht von der Volksabstimmung tangiert sei, bzw. dass mit dieser Sichtweise „eine Abstimmung über jedes Gesetz, das Geld kostet, ausgeschlossen“ wäre, was die Möglichkeit zur Volksgesetzgebung weitgehend unmöglich machen würde.
Das Bundesverfassungsgericht hat eine Verfassungsbeschwerde gegen die Volksabstimmung mit einem am 23. November 2011 veröffentlichten Beschluss nicht zur Entscheidung angenommen, da mit der Verfassungsbeschwerde zum Bundesverfassungsgericht nur die Verletzung von Grundrechten und grundrechtsgleichen Rechten des Grundgesetzes, nicht aber eine Unvereinbarkeit der Volksabstimmung mit Landesrecht (auch der Landesverfassung) geltend gemacht werden kann. Das Bundesverfassungsgericht ist also für die Auslegung von Art. 60 Abs. 6 der Landesverfassung Baden-Württemberg nicht zuständig und zudem handelt es sich bei Art. 60 Abs. 6 der LV noch nicht einmal um ein Grundrechten oder grundrechtsgleiches Recht. Soweit die Beschwerdeführer eine Verletzung von Grundrechten des Grundgesetzes geltend machen, sei die Verfassungsbeschwerde schon deshalb unzulässig, „weil das Gesetz noch nicht beschlossen, geschweige denn verkündet ist“.
Weiterhin wurde im Vorfeld argumentiert, dass eine Kündigung der Finanzierungsvereinbarung zu Stuttgart 21 nicht möglich sei, da sie keine Kündigungsklausel enthält. Dolde führte dazu aus, dass das Verwaltungsverfahrensgesetz eine Kündigung öffentlich-rechtlicher Verträge bei einer wesentlichen Änderung der Verhältnisse zulässt, dass eine aktive Herbeiführung einer solchen Änderung der Verhältnisse aber gegen den Grundsatz von Treu und Glauben verstoße. Gutachter im Auftrag der SPD hielten entgegen, dass ein Regierungswechsel oder ein Volksentscheid eine eben solche Änderung der Verhältnisse darstellen könne.

## Stimmberechtigte und Stimmbeteiligung
Stimmberechtigt waren 7,6 Millionen Personen von insgesamt rund 10,7 Millionen Einwohnern des Landes Baden-Württemberg. Abgestimmt wurde in allen 35 Land- und neun Stadtkreisen.
Die Stimmbeteiligung lag bei 48,3 Prozent (bzw. bei rund 3,68 Millionen abgegebenen Stimmen) und damit um 12,1 Prozentpunkte niedriger als bei der Landtagswahl in Baden-Württemberg am 27. März 2011. Am niedrigsten war die Beteiligung im badischen Oberrheingraben in Mannheim, im Landkreis Rastatt, in Pforzheim, im Ortenaukreis und im Landkreis Lörrach; am höchsten in Stuttgart und Umgebung (Landkreis Esslingen, Landkreis Ludwigsburg, Rems-Murr-Kreis). Die höchste Stimmbeteiligung gab es in der Gemeinde Seekirch im Landkreis Biberach mit 96,4 Prozent, die geringste in der Gemeinde Hügelsheim (Landkreis Rastatt) mit 25,7 Prozent. Insgesamt gab es 14.367 ungültige Stimmen.

## Abstimmungsergebnis

Mehrheiten der gültigen Stimmen für (grün) und gegen (rot) die Gesetzesvorlage auf Kreisebene

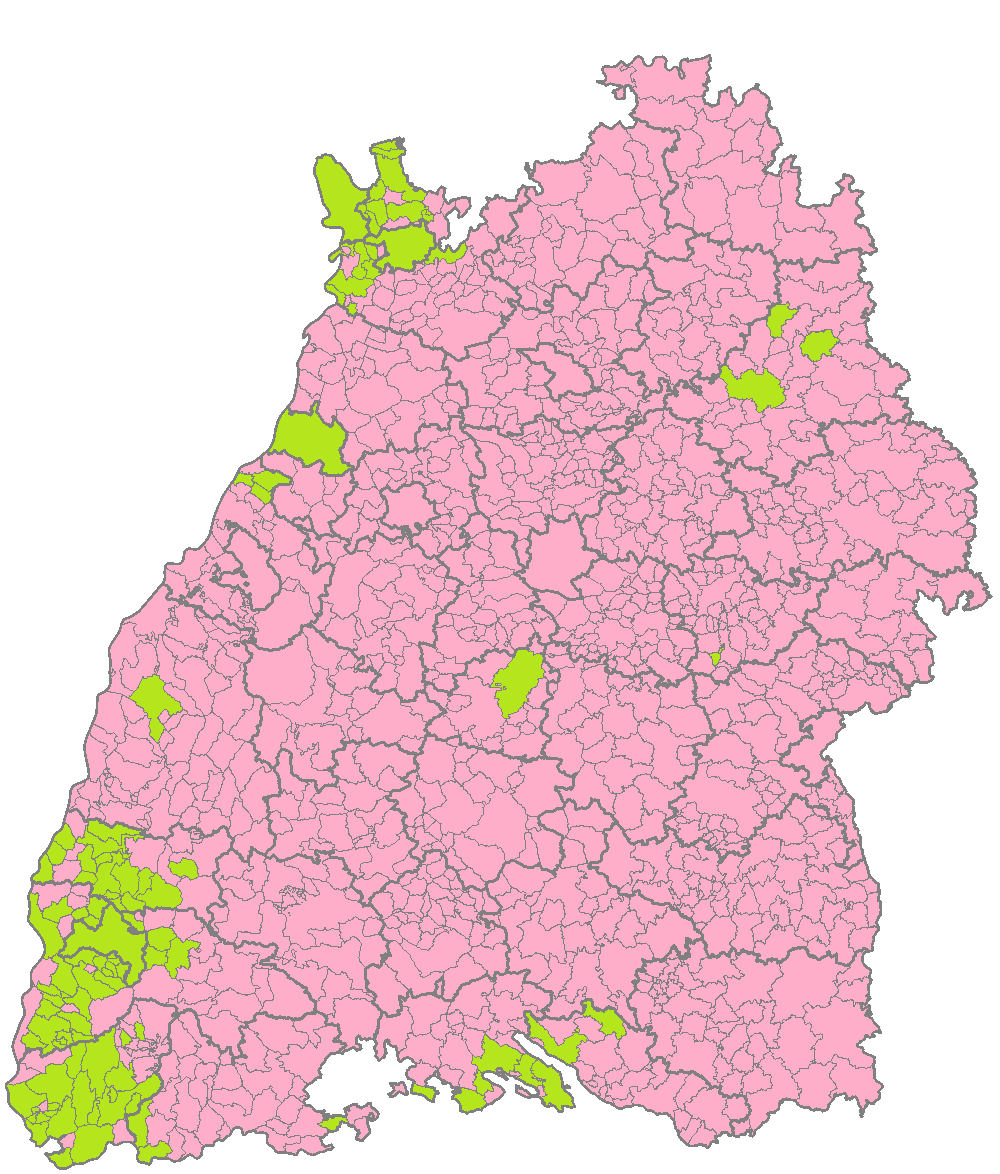
Mehrheiten der gültigen Stimmen für (grün) und gegen (rot) die Gesetzesvorlage auf Gemeindeebene

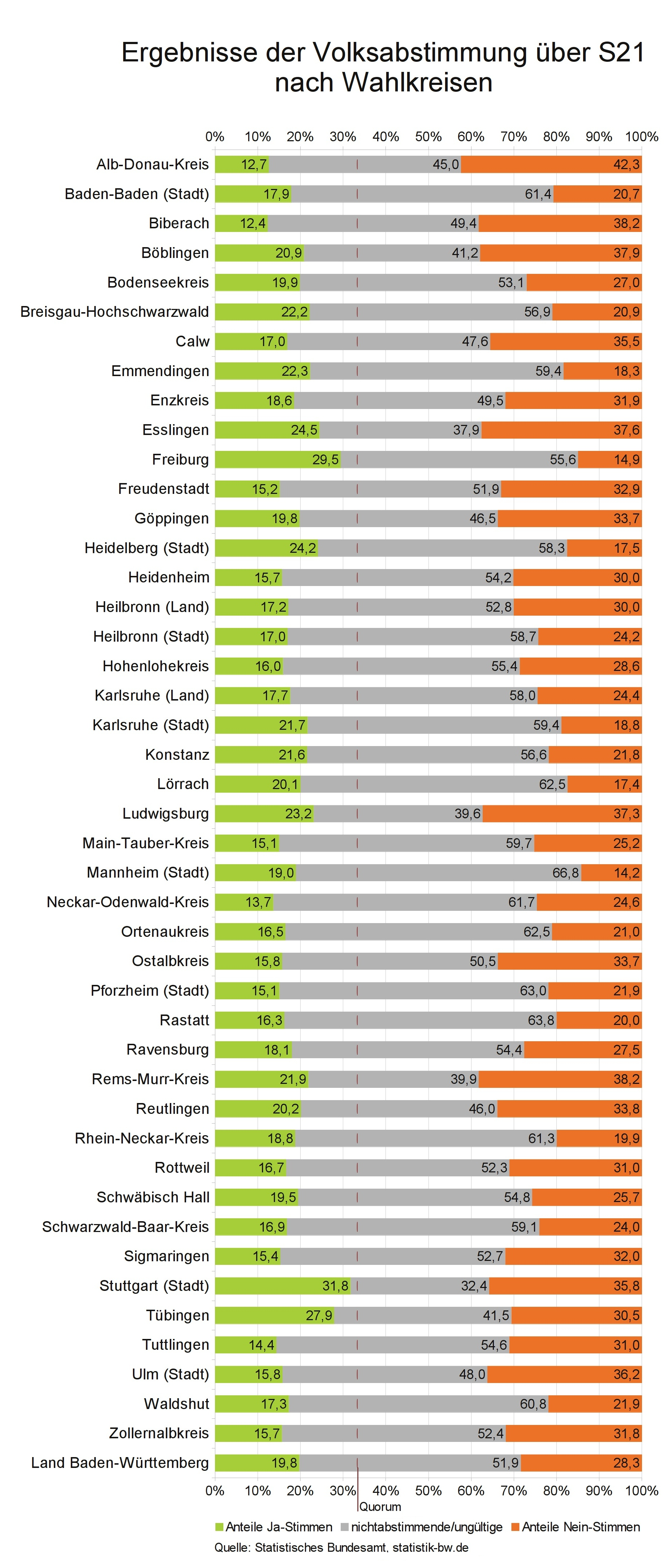
Anteile der Ja- (hellgrün) und Nein-Stimmen (orange) der Stimmberechtigten in den 44 Wahlkreisen.
Dazwischen der Anteil der Nichtwähler und ungültigen Stimmen (grau).

Mit 58,9 Prozent der Stimmen wurde die Gesetzesvorlage abgelehnt (2.160.411 Nein-Stimmen). Somit entschied sich die Mehrheit der Teilnehmer gegen die Verpflichtung der Landesregierung, Kündigungsrechte zur Auflösung der vertraglichen Vereinbarungen mit Finanzierungspflichten des Landes bezüglich des Bahnprojekts Stuttgart 21 auszuüben, d. h., dass das Bauprojekt weiter verfolgt und vollendet werden soll. Dem Abstimmungsergebnis standen 1.507.961 Ja-Stimmen (41,1 Prozent der Stimmen) gegenüber.
| Stadtkreis/Landkreis         | Beteiligung | Anteil an gültigen Stimmen | Anteil an gültigen Stimmen |
| Stadtkreis/Landkreis         | Beteiligung | Ja                         | Nein                       |
| ---------------------------- | ----------- | -------------------------- | -------------------------- |
| Alb-Donau-Kreis              | 55,2        | 23,0                       | 77,0                       |
| Baden-Baden (Stadt)          | 38,9        | 46,4                       | 53,6                       |
| Biberach                     | 50,7        | 24,5                       | 75,5                       |
| Böblingen                    | 59,0        | 35,7                       | 64,3                       |
| Bodenseekreis                | 47,1        | 42,4                       | 57,6                       |
| Breisgau-Hochschwarzwald     | 43,4        | 51,5                       | 48,5                       |
| Calw                         | 52,6        | 32,6                       | 67,4                       |
| Emmendingen                  | 41,0        | 54,9                       | 45,1                       |
| Enzkreis                     | 50,7        | 36,8                       | 63,2                       |
| Esslingen                    | 62,3        | 39,6                       | 60,4                       |
| Freiburg im Breisgau (Stadt) | 44,6        | 66,5                       | 33,5                       |
| Freudenstadt                 | 48,3        | 31,6                       | 68,4                       |
| Göppingen                    | 53,7        | 37,0                       | 63,0                       |
| Heidelberg (Stadt)           | 41,9        | 58,0                       | 42,0                       |
| Heidenheim                   | 45,9        | 34,4                       | 65,6                       |
| Heilbronn (Land)             | 47,2        | 36,5                       | 63,5                       |
| Heilbronn (Stadt)            | 41,4        | 41,3                       | 58,7                       |
| Hohenlohekreis               | 44,8        | 35,8                       | 64,2                       |
| Karlsruhe (Land)             | 42,2        | 42,0                       | 58,0                       |
| Karlsruhe (Stadt)            | 40,8        | 53,6                       | 46,4                       |
| Konstanz                     | 43,6        | 49,8                       | 50,2                       |
| Lörrach                      | 37,7        | 53,6                       | 46,4                       |
| Ludwigsburg                  | 60,6        | 38,4                       | 61,6                       |
| Main-Tauber-Kreis            | 40,5        | 37,7                       | 62,3                       |
| Mannheim (Stadt)             | 33,3        | 57,2                       | 42,8                       |
| Neckar-Odenwald-Kreis        | 38,4        | 35,8                       | 64,2                       |
| Ortenaukreis                 | 37,6        | 44,0                       | 56,0                       |
| Ostalbkreis                  | 49,7        | 31,9                       | 68,1                       |
| Pforzheim (Stadt)            | 37,1        | 40,9                       | 59,1                       |
| Rastatt                      | 36,2        | 45,2                       | 54,8                       |
| Ravensburg                   | 45,8        | 39,7                       | 60,3                       |
| Rems-Murr-Kreis              | 60,3        | 36,5                       | 63,5                       |
| Reutlingen                   | 54,2        | 37,3                       | 62,7                       |
| Rhein-Neckar-Kreis           | 38,9        | 48,6                       | 51,4                       |
| Rottweil                     | 47,9        | 35,0                       | 65,0                       |
| Schwäbisch Hall              | 45,3        | 43,1                       | 56,9                       |
| Schwarzwald-Baar-Kreis       | 41,2        | 41,3                       | 58,7                       |
| Sigmaringen                  | 47,6        | 32,5                       | 67,5                       |
| Stuttgart (Stadt)            | 67,8        | 47,1                       | 52,9                       |
| Tübingen                     | 58,7        | 47,8                       | 52,2                       |
| Tuttlingen                   | 45,7        | 31,8                       | 68,2                       |
| Ulm (Stadt)                  | 52,1        | 30,9                       | 69,1                       |
| Waldshut                     | 39,3        | 44,2                       | 55,8                       |
| Zollernalbkreis              | 47,7        | 33,4                       | 66,6                       |
| Land Baden-Württemberg       | 48,3        | 41,1                       | 58,9                       |

Nur in 7 von 44 Stadt- und Landkreisen stimmte eine Mehrheit für das Gesetz, wobei jedoch das Quorum nirgends erreicht wurde.
Auf Gemeindeebene wurde das Gesetz in 104 von 1101 Gemeinden angenommen, am deutlichsten in der Stadt Freiburg im Breisgau. Das Quorum wurde in vier Gemeinden erfüllt: in Mühlhausen im Täle, Sulzburg, Tübingen und Vörstetten.

## Umfrage im Vorfeld
Eine repräsentative Umfrage des Meinungsforschungsinstituts Infratest dimap im Auftrag der Stuttgarter Zeitung, des Südwestrundfunks, der Bertelsmann Stiftung und der Universität Stuttgart ergab in der Woche vor der Volksabstimmung, dass 55 Prozent gegen die Kündigung der Finanzierungsvereinbarung stimmen würden.